# Mikołaj Mikołajewicz Pac
Mikołaj Mikołajewicz Pac herbu Gozdawa (ur. 1527, zm. 20 kwietnia 1585) – biskup kijowski, dziekan kapituły katedralnej wileńskiej w latach 1549–1558, sekretarz królewski w 1554 roku.
Syn Mikołaja, brat Stanisława. Uległszy wpływom reformacji przeszedł na kalwinizm, ale długo odmawiał zrzeczenia się biskupstwa. Ostatecznie na skutek nacisków króla, zrzucił w 1583 suknię duchowną i otrzymał od Batorego kasztelanię smoleńską, miłośnik nauki i muzyki.
W roku 1603 został umieszczony na pierwszym polskim indeksie ksiąg zakazanych wydanym z inicjatywy kardynała Bernarda Maciejowskiego.